# Jan Vincenc Diviš

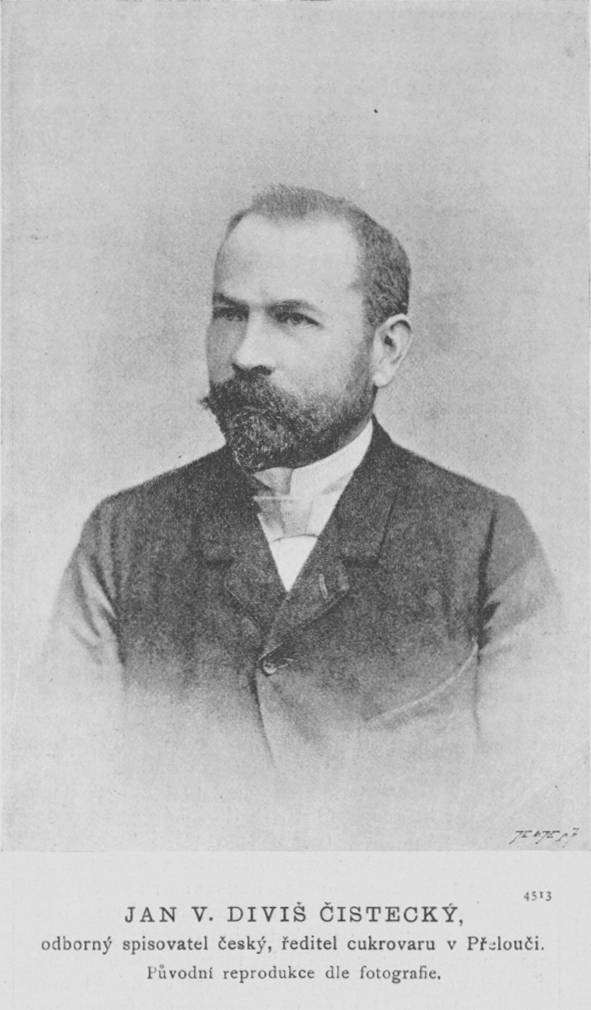
Jan V. Diviš v roce 1892

Jan Nepomuk Vincenc Diviš, v letech 1882–1895 Diviš-Čistecký v letech 1895–1908 rytíř Čistecký ze Šerlinku (6. duben 1848, Pardubice – 13. říjen 1923, Praha), byl český cukrovarník, vynálezce, básník a spisovatel, překladatel, c. a k. konzervátor a v letech 1914–1919 starosta města Přelouče. Byl autorem řady spisů o cukrovarnictví, prací historických a memoárů.

## Život
Narodil se v rodině pardubického krupaře v Pernštejnské ulici č. 38. Měl dva starší bratry. Václav Diviš (1839–1934) byl později archeologem, Ferdinand Hugo Diviš (1837–1870) lékařem. Studoval pardubickou vyšší reálnou školu, kde maturoval v roce 1865. V době jeho studií byl ředitelem školy Jiljí Vratislav Jahn. V letech 1866–1870 pak studoval chemii na Polytechnickém ústavu v Praze. Během studií pracoval v laboratoři Národního muzea u Antonína Friče a v letech 1867–1868 byl asistentem Joachima Barrande.
Po ukončení studia začal v roce 1870 pracovat jako praktikant v pardubickém cukrovaru, kde byl tehdy ředitelem Josef Pflegr. Spolu zde vypracovali metodu pro regeneraci spodia. Ve školním roce 1871–1872 vyučoval chemii a přírodopis na pardubické vyšší reálné škole a rovněž na vyšší dívčí škole. Pak se opět vrátil do cukrovaru. V roce 1873 získal Gerstnerovo stipendium a podnikl studijní cestu do Německa, Francie a Belgie.
V roce 1876 se stal ředitelem cukrovaru v Josefově a v roce 1879 ředitelem cukrovaru v Přelouči.
Dne 14. května 1883 se oženil s Jindřiškou, rozenou Hlouškovou. Jejich synem byl lékař Jiří Diviš.
V roce 1897 byl za předsednictví Josefa Hlávky zvolen jednatelem České Akademie císaře Františka Josefa pro vědy, slovsnost a umění. 
V letech 1905–1907 si dal postavit v Přelouči tzv. Divišovu vilu kterou navrhl architekt Rudolf Kříženecký. V letech 1914–1919 byl starostou Přelouče za Národní stranu.
Zemřel 13. října 1923 v Praze-Podolí, pohřben byl v Přelouči.

### Šlechtický titul
Mezi lety 1882–1908 používal se svým bratrem Václavem šlechtický titul Diviš-Čistecký. V roce 1895 mu byl zvláštní milostí udělen titul rytíř Čistecký ze Šerlinku. Později se ukázalo, že dokumenty, na jejichž základě byl titul povolen byly podvrhy a oba bratři Divišovi se stali ve své touze po šlechtictví obětí podvodníků. Užívání titulu bylo c. a k. místodržitelstvím v Praze v roce 1908 zrušeno.

## Vynálezy
- 1879 Samočinné elektrické difuzní počítadlo, spolu s Bohumilem Ferdinandem Grossem
- 1885 Difuzní regulátor (Regulátor proudu šťávy difusní), patent Diviš-Schwarz.
- 1892 Bareoscop – přístroj na plynulé stanovení hustoty difusních šťav, spolu s Josefem Janem Fričem

Vedle toho držel další patenty v oblasti cukrovarnictví.

## Spisy

### Cukrovarnictví
- Rukověť rozborů cukrovarnických k potřebě p.p. továrníků, tech. úředníků, lučebníků a posluchačů chemie, V Praze : I. L. Kober, 1872
- Pokroky průmyslové a národohospodářské, Praha : vlastní náklad, 1874
- Kronika práce, osvěty, průmyslu a nálezův. Díl V., Chemie denního života. Část první, V Praze : Nakladatel kněhkupectví I. L. Kober, 1891 - zpracoval kolektiv autorů
- Příspěvky k dějinám průmyslu cukrovarnického v Čechách. Období 2. 1830-1860, Kolín : Komitét pro uspoř. kolektivní výstavy cukrovarnické, 1891, vyšlo též německy (Beiträge zur Geschichte der Zuckerindustrie in Böhmen : Zweite Epoche 1830-1860)
- Příspěvky k dějinám průmyslu cukrovarnického v Čechách, V Pardubicích : Nákladem Spolku cukrovarníků východ. Čech, 1894
  - vyšlo v digitalizované podobě, Praha : DAS Media, 2009, ISBN 978-80-904178-2-3
- Saccharimetrie na základě fysikalném a chemickém, V Praze : F. Šimáček, 1897
- Přednášky v I. kursu cukrovarnickém 1901 v Praze, Praha : K.C. Neumann : J.V. Diviš, 1903
  - I. Čistění odpadních vod
  - II. Ochrana proti úrazům a nebezpečím
- Cukrovarnictví, V Praze : I.L. Kober, mezi 1918 a 1938
- Několik vzpomínek na založení cukrovaru v Přelouči, Přelouč : Cukrovar, 1920
- Vzpomínky cukrovarníka : 1866-1874, V Praze : Ústř. spolek čsl. průmyslu cukrovar., 1923

### Historie
- Genealogische Studien aus Pardubitz, 1897
- Instrukcí od J.M.C. na panství pardubské vydaná Léta 1652, Pardubice : Musejní spolek, 1901
- Studie rodopisné z města Pardubic, přednáška dne 28. září 1905, Pardubice : Musejní spolek, 1908
- O starých památkách uměleckých a historických děkanského chrámu sv. Bartoloměje v Pardubicích, přednáška ze dne 25. března 1907, Pardubice : Jednota pro rozšíření děkan. chrámu Páně, 1908
- Věstník Musejního spolku v Přelouči, V Přelouči : Musejní spolek, 1923 – editor

### Vlastní tvorba
- Ze života sirky
- V pokojíku magnetiséra
- Chemická pohádka o hadru

### Překlady
- Jules Verne: Dobrodružství tří Rusův a tří Angličanův v jižní Africe, V Praze : Nákladem spolku pro vydávání laciných knih českých, 1875 – pod pseudonymem Jan Čeněk, dostupné on-line